# Trigona fuscipennis
Trigona fuscipennis är en biart som beskrevs av Heinrich Friese 1900. Trigona fuscipennis ingår i släktet Trigona och familjen långtungebin. Inga underarter finns listade i Catalogue of Life.

## Bildgalleri

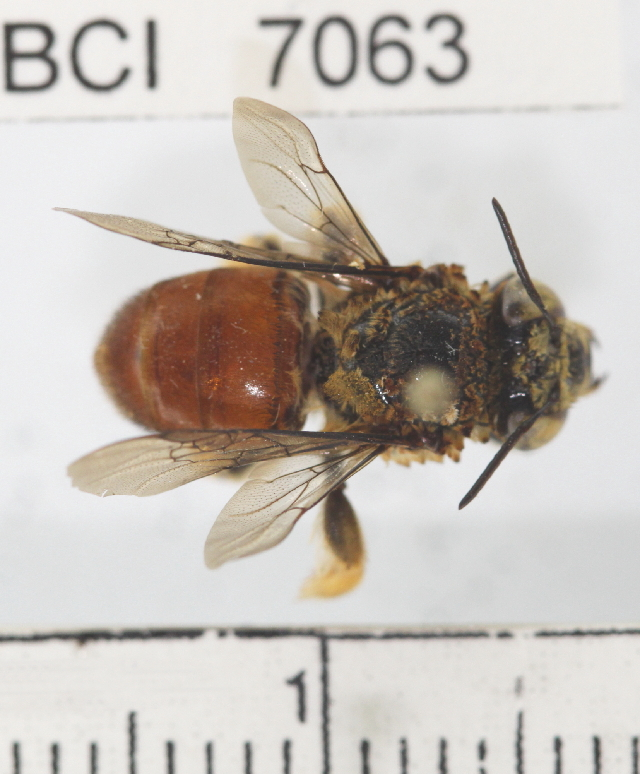